# ブルース・デパルマ
ブルース・エルドリッジ・デパルマ（Bruce Eldridge De Palma、1935年 – 1997年）は、アメリカの科学者。

## 概要
ハーバード大学で電気工学を学び、マサチューセッツ工科大学で15年間教鞭をとった。
1977年にNマシンを考案した。1994年にカリフォルニア州サンタバーバラからオーストラリアへ移住して1996年にニュージーランドへ移住した。1997年10月にニュージーランドで亡くなった。
インドの原子力庁に勤めるパラマハムサ・テワリ（Paramahamsa Tewari）はデパルマから情報を得て、Ｎマシンの実用機の研究開発に着手した。日本では通産省工業技術院電子技術総合研究所の猪股修二とカザマ技研開発が研究を進めた。